# Bousquet

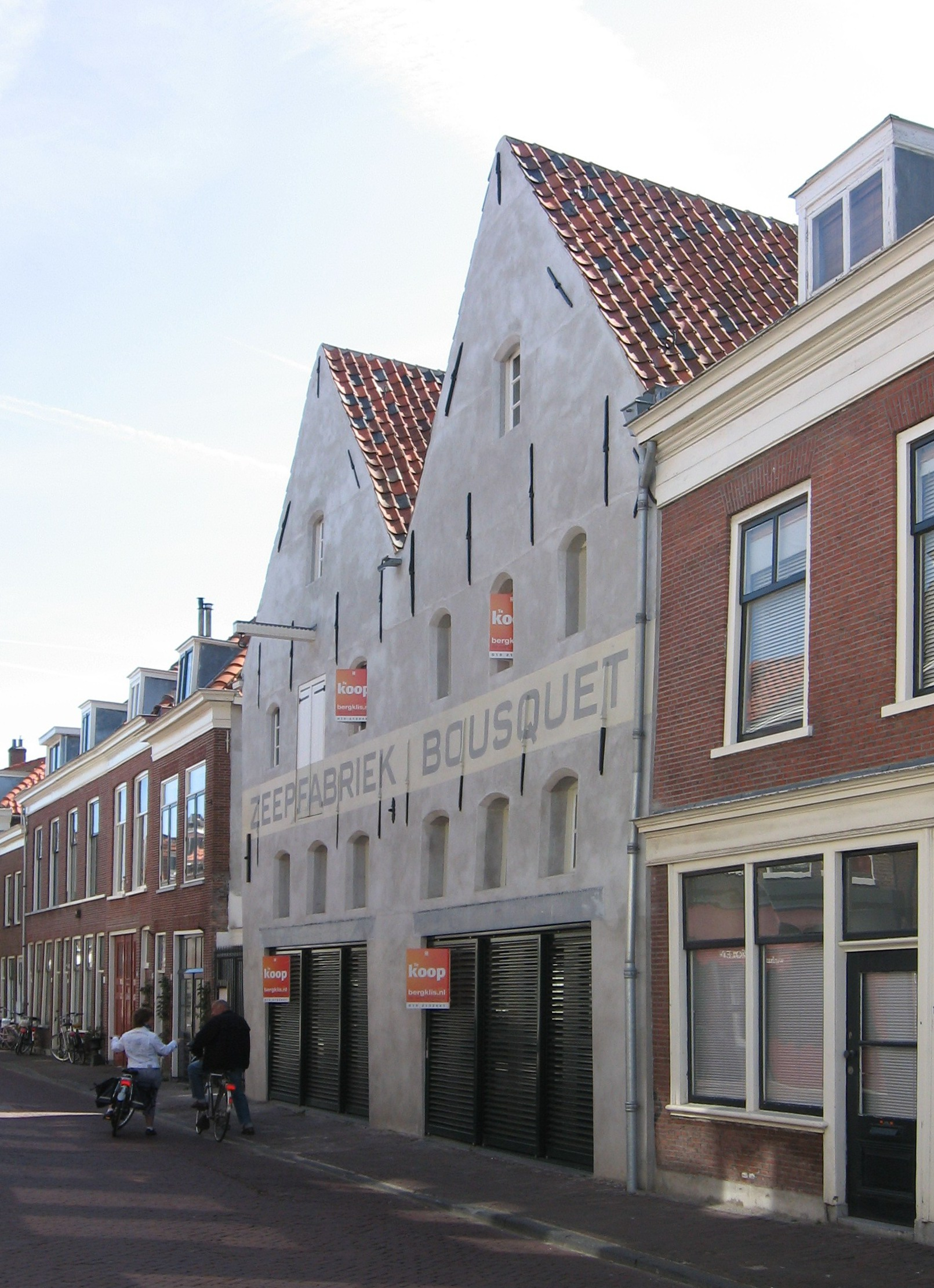
Het fabrieksgebouw van Bousquet

NV J. Bousquet & co (BV Stoomzeepfabriek) was een zeepfabrikant in de stad Delft, in de Nederlandse provincie Zuid-Holland. De fabriek van Bousquet bevond zich aan de Molenstraat, de Hoefijzersteeg en de Voorstraat.
De geschiedenis van de fabriek gaat terug tot 1693. Het betrof de zeepziederij Het vergulde Hoefijser met drie Kruijsen. In 1798 kwam ze het bedrijf bezit van Isaac Bousquet. De oudste panden van het complex, een aantal pakhuizen aan de Molenstraat, stammen uit de 16e eeuw. Het bedrijf maakte luxe zeepsoorten, en ook scheerzeep, ossengalzeep en teerzeep.
Zeepfabriek Bousquet staakte de productie in 2003.